# Autopista Ma-20
Die Autopista Ma-20, auch Via de Cintura genannt, ist der Stadtring um die Balearenhauptstadt Palma de Mallorca.
Er beginnt an der Flughafenautobahn Ma-19 und endet an der Auffahrt zur Autopista Ma-1.

## Geschichte
In den 1980er Jahren waren knapp 45.000 Autos auf Mallorca zugelassen. Da davon auszugehen war, dass diese Zahlenwerte sich in den späteren Jahren immer weiter erhöhen würden, wurde bereits damals nach Möglichkeiten gesucht, die Innenstädte von dem steigenden Verkehrsaufkommen zu entlasten.
So wurden ab 1990, um den Verkehr im Zentrum von Palma zu beruhigen, nach und nach Teilstücke der Autopista Ma-20, früher noch mit dem Namen PM-20, eröffnet. Die eröffneten Teilstücke besaßen alle einen Ausbauzustand von 2 × 2 Fahrstreifen.
Ab 2010 wurde die Ma-20 nach und nach aufgrund des weiter gestiegenen Verkehrsaufkommens größtenteils sechsspurig ausgebaut.
Im Jahr 2015 waren auf der Insel bereits knapp 1 Million Fahrzeuge zugelassen. Trotzdem steigt das Verkehrsaufkommen auf Mallorca stetig weiter und die Straßen sind weiterhin überlastet. An einigen Straßenabschnitten auf der Ma-20 gab es nach Berichten des Consell de Mallorca 2017 bereits ein Verkehrsaufkommen von bis zu 188.682 Fahrzeugen pro Tag, das auch im Jahr 2018 weiter ansteigen wird. Deswegen kommt es auch zu zahlreichen Unfällen und langen Staus. Besonders in den Sommerferien gibt es viele Zwischenfälle, da zu dieser Zeit zusätzlich zu den Inselbewohnern auch viele Touristen mit dem Mietwagen auf der Autobahn unterwegs sind.
Um diesen immer weiter steigenden Verkehrsbelastungen entgegenzuwirken und die Via de Cintura zu entlasten, soll ein zweiter Stadtring mit vier Fahrstreifen, die Via conectora, um die Inselhauptstadt Palma gebaut werden. Allerdings ist dieser zurzeit noch nicht vollständig fertiggestellt.

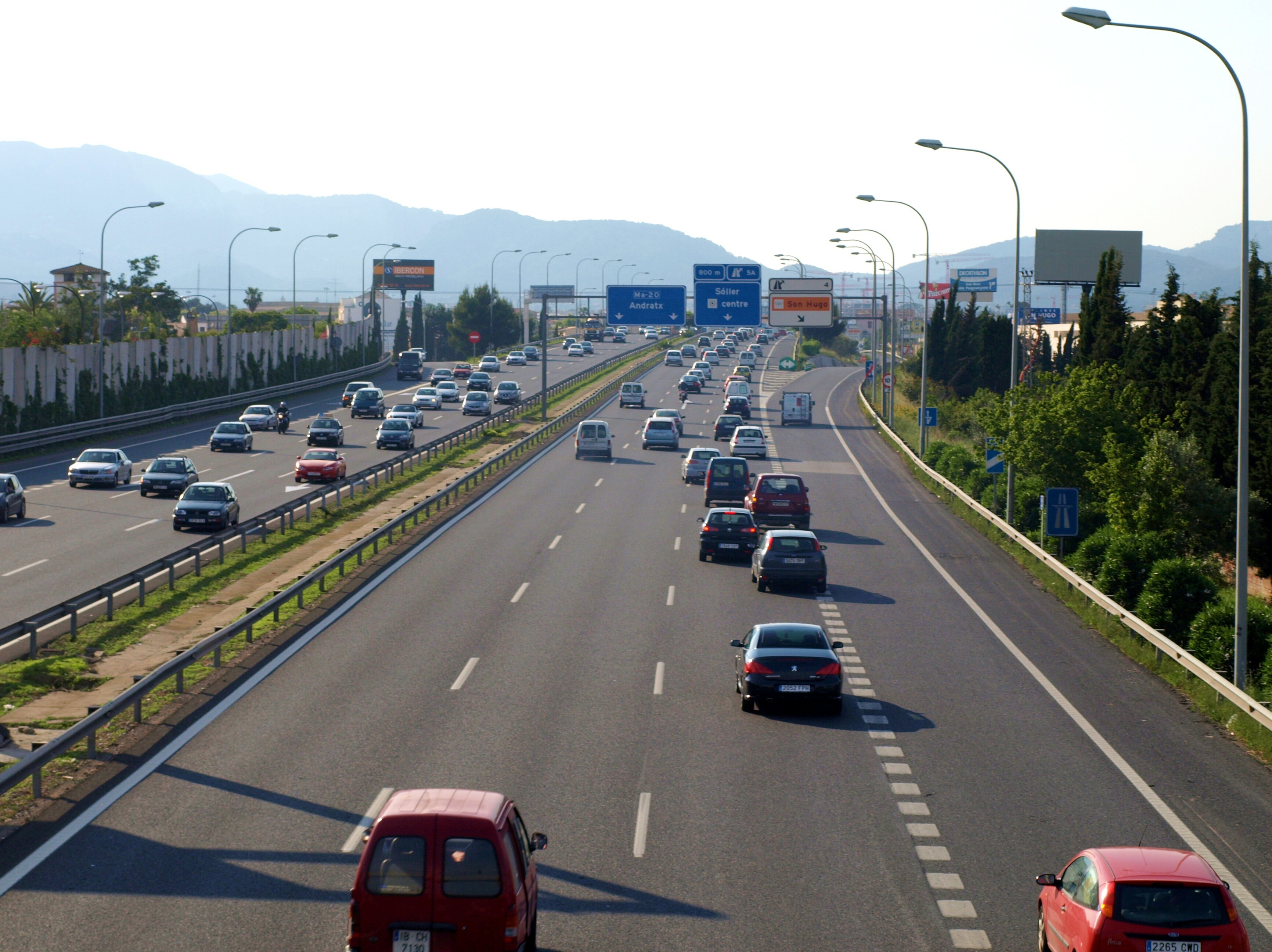
Die Ma-20 an der Abfahrt 4 – Son Hugo.

## Straßenverlauf
| Anschlussstelle           | km                                | Name der Anschlussstelle                                                             | Anschluss                                   |
| ------------------------- | --------------------------------- | ------------------------------------------------------------------------------------ | ------------------------------------------- |
| 3                         |                                   | Autobahnkreuz /                                                                      | Ma19                                        |
| Ma20                      | Autopista (Beginn Via de Cintura) |                                                                                      | Ma19                                        |
| 1 Fahrtrichtung Andratx   | 0,5                               | Ma-15MANACOR                                                                         | Ma-15                                       |
| 1A Fahrtrichtung Santanyi | 1                                 | Son Gotleu centre Nou Llevant                                                        | Carrer de Sant Ignasi                       |
| ab hier 2 × 3 Fahrspuren  |                                   |                                                                                      |                                             |
| 1B Fahrtrichtung Santanyi | 1,5                               | SINEU MANACOR                                                                        | Ma-3018                                     |
| 3A Fahrtrichtung Andratx  | 2                                 | ES PONT D'INCA Gewerbegebiet Son Fuster centre                                       | PM-20 Ma-13A                                |
| 3A Fahrtrichtung Santanyi | 2                                 | ES PONT D'INCA centre                                                                | Ma-13A                                      |
| 3 Fahrtrichtung Andratx   | 2,5                               | Gewerbegebiet Son Castelló Inca Alcúdia                                              | Ma13                                        |
| 3B Fahrtrichtung Santanyi | 3                                 | Gewerbegebiet Son Castelló Inca Port d' Alcúdia                                      | Ma13                                        |
| 4 Fahrtrichtung Andratx   | 3,5                               | Son Hugo SON OLIVIA                                                                  | Cami Son Hugo                               |
| 4 Fahrtrichtung Santanyi  | 3,5                               | SON OLIVIA Son Hugo hipòdrom SÓLLER                                                  | Cami Son Hugo                               |
| 5A Fahrtrichtung Andratx  | 4                                 | hipòdrom SÓLLER centre                                                               | Ma-11                                       |
| 5B                        | 5                                 | VALLDEMOSSA Hospital Son Espases universitat centre centre comercial Hospital Planas | Ma-1110                                     |
| 7A Fahrtrichtung Andratx  | 6,5                               | PUIGPUNYENT Gewerbegebiet Can Valero cementeri centre                                | Ma-1041                                     |
| 7A Fahrtrichtung Santanyi | 6,5                               | PUIGPUNYENT centre Gewerbegebiet Can Valero                                          | Ma-1041                                     |
| 7                         | 7                                 | LA VILETA Son Moix centre policínica                                                 | Camí de la Vileta                           |
|                           | 7,2                               | Tunel de La Purisima                                                                 |                                             |
| 8                         | 7,5                               | SON RAPINYA Juaneda centre                                                           | Camí de Son Rapinya                         |
| ab hier 2 × 2 Fahrspuren  |                                   |                                                                                      |                                             |
| 9                         | 9                                 | GÈNOVA centre Son Dureta                                                             | Ma-1044                                     |
|                           | 10                                | Tunel de Genova                                                                      |                                             |
| 11A Fahrtrichtung Andratx | 10,5                              | Palmanova Andratx                                                                    | Ma1                                         |
| 11B Fahrtrichtung Andratx | 10,8                              | CALA MAJOR                                                                           | Übergang zu carrer d'en Miquel Codolà Ma-1C |
|                           |                                   | Cala Major carrer d'en Miquel Codolà                                                 | Übergang zu carrer d'en Miquel Codolà Ma-1C |